# Gnome Subtitles
Gnome Subtitles es un editor de subtítulos de código abierto para el escritorio GNOME, basado en Mono. Soporta los formatos de subtítulos de texto más comunes, dispone de vista previa de vídeo, temporización y traducción de subtítulos. La versión actual es 1.3.
Gnome Subtitles es software libre con licencia GNU General Public License.

## Características
Gnome Subtitles admite formatos populares para subtítulos como SubStation Alpha, Advanced SubStation Alpha, SubRip y MicroDVD.
Posee una interfaz de usuario WYSIWYG, que trabaja con enfatización de palabras: negrita, itálica y subrayado; y con las opciones de hacer y deshacer. También puede realizar operaciones de temporización, edición de cabeceras y trabajar con la codificación de los subtítulos automáticamente.
En las versiones más recientes, se han añadido opciones de vista previa, cambio de tiempos, selección de códigos y fusión o división de subtítulos.
Otros programas similares son: Jubler, Subtitle Editor, Gaupol, etc.